# Bataille de Pea Ridge
Batailles
Théâtre oriental
- Virginie-occidentale
- Manassas
  - 1re Bull Run
- 1re Virginie Septentrionale
- Burnside Expedition
- Péninsule
- Sept Jours
  - Gaines's Mill
  - Malvern Hill
- 1re Shenandoah valley
- 2de Virginie Septentrionale
  - 2de Bull Run
- Maryland
  - Antietam
- Fredericksburg
- Tidewater
- Chancellorsville
  - Chancellorsville
- Pennsylvanie
  - Gettysburg
- Bristoe
- Mine Run
- Campagne terrestre
  - Wilderness
  - Spotsylvania
  - Cold Harbor
- Bermuda Hundred
- 2de Shenandoah valley
  - Opequon
  - Cedar Creek
- Petersburg
- 1re Wilmington
- 2de Wilmington
- Appomattox
  - 3e Petersburg
  - Sayler's Creek
  - Appomattox C.H.

Théâtre occidental
- East Kentucky
- Shiloh
  - Fort Henry
  - Fort Donelson
  - Shiloh
- Kentucky
- Raid de Newburgh
  - Perryville
- Stones River
  - Murfreesboro
- Vicksburg
  - Champion Hill
  - Vicksburg
- Raid de Morgan
- Raid de Hines
- Tullahoma
- Chickamauga
- Chattanooga
- Knoxville
- Raid Forrest
- Atlanta
- Franklin-Nashville
- Savannah
- Carolines
  - Bentonville
- Raid de Wilson

Théâtre Trans-Mississippi
- Arizona confédéré
  - 1re Messilla
- Missouri
  - Wilson's Creek
- Territoire indien
- Trail of Blood on Ice
- Nouveau-Mexique
- Boston Mountains
- Pea Ridge
- 1re Texas
- Little Rock
- 2de Texas
- Camden
- Red River
- Raid de Price
- Palmito Ranch

Théâtre du bas littoral et approche du golfe
- Fort Sumter
- Blocus de l'Union
- 1re Bayou Teche
- Mississippi valley
  - Port Hudson
- Charleston
- 2de Bayou Teche
- Mobile Bay
- Mobile

La bataille de Pea Ridge (aussi connue, plutôt chez les sudistes, sous le nom de bataille d'Elkhorn Tavern) est une bataille de la guerre de Sécession qui se déroula du 6 au 8 mars 1862, à Pea Ridge dans le nord-ouest de l'Arkansas, près de Bentonville. Au cours de cette bataille, les forces de l'armée de l'Union conduites par le général Samuel Curtis remportèrent la victoire sur celles de l'armée des États confédérés sous le commandement du général Earl Van Dorn.
De par les effectifs engagés, c'est le plus important combat de la guerre livré à l'ouest du Mississippi. La conséquence majeure de cette bataille fut d'affermir le contrôle de l'Union sur l'État du Missouri. Cette bataille fut aussi l'une des rares où les troupes confédérées furent supérieures en nombre à celles de l'Union. Cette bataille marqua également la première participation majeure des Amérindiens au conflit puisque deux régiments de Cherokees prirent part aux combats du côté de la Confédération. 

## Contexte

### Situation militaire
La guerre entamée en 1861, se déroule sur trois théâtres d'opérations. Le premier est à l'est des Appalaches ; le deuxième, entre celles-ci et le Mississippi. Le troisième s'étend au-delà du Mississippi, de l'État du Missouri aux Territoires indiens et c'est ici que se tiendra la bataille de Pea Ridge.
Sur le théâtre de l'Ouest, entre Appalaches et Mississippi, les forces fédérales se sont emparées des Forts Henry et Donelson, s'ouvrant la vallée du Tennessee et occupent Nashville le 25 février. Elles se préparent à continuer leur progression vers le sud. Leur flanc droit doit être sécurisé et, à l'ouest du Mississippi, les forces nordistes doivent donc aussi refouler leurs adversaires vers le sud.
C'est ce que fait le général Curtis. Mais sa ligne d'opération, dans une région aux ressources limitées, lui interdit d'aller trop loin.
Les forces de la Confédération, elles, se doivent de reprendre le contrôle de l’État du Missouri, tant pour ses richesses économiques que pour une population en bonne partie acquise à sa cause. Pour cela, elles doivent battre la seule force organisée nordiste, l'armée de Sud-Ouest de Samuel Ryan Curtis.

#### Objectifs nordistes
Après avoir repoussé les forces sudistes du Missouri, les forces fédérales se préparent à faire de même sur le territoire de l'Arkansas. L'hiver et les difficultés de ravitaillement incitent le général Curtis, après avoir envoyé un message triomphant à son supérieur, Halleck — « le drapeau de l'Union flotte maintenant sur l'Arkansas »  — à stopper sa progression vers le sud.
Il va attendre la contre-attaque probable de ses adversaires en ayant choisi une position propice au nord de cet État, sur la rive nord de la rivière Sugar Creek, position qui va être fortifiée.

#### Objectifs sudistes
Le général Van Dorn, nommée à la tête des forces sudistes, prévoit de remonter vers le nord et de reprendre le Missouri. Avisé de la présence des fédéraux, il imagine d'éviter un assaut frontal et de tourner par l'ouest les forces nordistes, de les prendre à revers afin de leur interdire de faire retraite vers le nord, ce qui équivaudra à leur destruction. Cette manœuvre ressemble à celles qu'il a vu mettre en œuvre durant la guerre du Mexique, à la bataille de Monterrey ou à celle de Cerro Gordo.
La force principale, par une marche de nuit, contournera le plateau de Pea Ridge par le nord et redescendra vers le sud, par la route dite « du télégraphe » pour prendre à revers les positions fortifiées nordistes.
Une seconde force doit attaquer l'aile ouest nordiste en passant par la route et le village de Leetown, sur le côté sud du plateau de Pea Ridge. Elle doit fixer les forces nordistes et les empêcher de renforcer celles qui seront menacées par l'attaque principale.
L'inconvénient de cette manœuvre est qu'elle laisse aux fédéraux le bénéfice de la manœuvre sur lignes intérieures, les forces sudistes ne pouvant se soutenir mutuellement.

### Situation géographique
La région de Pea Ridge offre des cours d'eau orientés est-ouest, comme Sugar Creek, passant au pied de plateaux gréseux qui les surplombent de plusieurs dizaines de mètres. Ces plateaux sont couverts de végétation, arbres et taillis. Leurs flancs offrent de nombreux ravins abrupts.
La route qui vient de Springfield, au nord, et descend vers le sud, passe à l'est de Pea Ridge par une croupe au sommet de laquelle se trouve une auberge, relai de diligence et poste télégraphique, Elkhorn Tavern. Cette route, semblable à une allée forestière actuelle d'une forêt française, n'offre que rarement la possibilité pour des unités militaires de se déployer.
On est en plein hiver. La neige couvre le pays. Il gèle et le vent du nord aggrave la sensation de froid. Une tempête a, dans les jours qui précèdent, ravagé le pays et, en particulier, a fait tomber de nombreux arbres, rendant difficile la progression d'unités organisées dans les bois.
Il y a peu de villages ou de fermes dans cette région. Leetown, par exemple, ne comprend qu'une douzaine de cabanes en rondins.

## Forces en présence

### Nordistes
Commandée par le brigadier general Samuel Ryan Curtis, l'Armée du Sud-Ouest est forte de 10 250 soldats et aligne 50 pièces d'artillerie.
Elle est organisée en 4 divisions. Elle aligne 17 régiments d'infanterie, 4 régiments de cavalerie et 7 batteries d'artillerie Une bonne part des unités provient du Missouri.

### Sudistes
L'armée sudiste, nommée Armée de l'Ouest, environ 16 000 hommes, commandée par le général Earl Van Dorn est organisée en deux masses, aile droite et aile gauche.
L'aile droite est composée d'une division d'infanterie (9 régiments), d'une brigade de cavalerie (4 régiments et deux bataillons de cavalerie), ainsi que de 4 batteries d'artillerie. Elle comprend aussi une brigade d'Amérindiens cherokees, chactas, chicachas et creeks. Finalement, seuls les premiers, au nombre de 900, prendront part au combat, le champ de bataille se trouvant seulement à une cinquantaine de kilomètres de leur nation (en) dans le territoire indien (actuel État de l'Oklahoma). 
L'aile gauche, commandée par Sterling Price, est composée de 8 divisions d'infanterie. La première est la plus importante, regroupant 3 brigades qui mêlent infanterie, cavalerie et artillerie. Ces unités proviennent de la Garde nationale du Missouri. Les autres divisions sont composées d'un mélange d'unités des 3 armes pas toujours bien identifiables. Elle a 7 batteries d'artillerie.
Pour favoriser le mouvement de ses troupes, les bagages et le ravitaillement restent plus au sud. Les hommes n'ont emporté que trois jours de vivres au début de leur marche vers le nord, ce qui fait qu'ils n'ont plus rien quand commencent les combats et qu'ils ne pourront refaire le plein de munitions.

## Bataille
La bataille s'étend sur trois jours. Le premier est une série d'escarmouches qui voient la retraite des unités du général Sigel vers le gros des forces nordistes. Le deuxième jour voit les nordistes subir les assauts sudistes. Le troisième jour voit la réaction nordiste et la désintégration des forces sudistes.

### 6 mars, Bentonville
Les deux premières divisions, commandées par le général Sigel, sont éloignées du gros et stationnées plus au sud, autour de Bentonville.
Quand le mouvement sudiste est détecté, en direction de Bentonville mais aussi en vue d'encercler le village, Sigel entame une retraite vers les positions de Suger Creek. Il devra combattre pour réussir à gagner sa nouvelle position, échappant de justesse à l'armée sudiste.

### 7 mars, Leetown
Les forces mises sous le commandement du général McCulloch, suivent la piste nommée « Ford Road », passant au sud de « Big Mountain ». Leur objectif est de rejoindre la force principale qui vient du nord.
Les divisions Osterhaus et Asboth, envoyées par Curtis sécuriser son flanc droit, arrivent sur l'arrière du flanc droit confédéré. McCulloch décide de se tourner vers cet adversaire qui menace son flanc. Une attaque de cavalerie nordiste est repoussée par la cavalerie sudiste. S'ensuit un combat par le feu, de part et d'autre de champs cultivés dont les clôtures offrent protection aux combattants, avec l'appui de plusieurs batteries qui font principalement du tir indirect.
Trop avancé, McCulloch est abattu par des tirailleurs nordistes. Le commandement passe à son second qui est abattu quelques dizaines de minutes plus tard alors qu'il dirige un régiment. À partir de ce moment, il n'y a plus de direction des opérations chez les sudistes. Le général qui devrait prendre alors le commandement, Hébert, est à la tête de sa division, dans les bois au sud de Little Mountain, à l'aile droite du dispositif sudiste.
Non dirigée, l'offensive sudiste s'éteint. L'arrivée de renforts nordistes déclenche le retrait des unités sudistes, les unes après les autres. Le général Pike, commandant les troupes amérindiennes, prend alors le commandement et confirme le retrait. Le général Hebert a été, pour sa part, capturé dans les bois.
Les troupes sudistes retraitent vers le sud-ouest, c'est-à-dire qu'elles ne vont pas renforcer l'autre aile qui combat à Elkhorn Tavern.

### 7 mars, Elkhorn Tavern
La force principale sudiste, emmenée par le général Van Dorn atteint la route de Springfield, « Telegraph Road », et l'emprunte vers le sud, montant vers Elkhorn Tavern. Les bois font que les sudistes peuvent difficilement se déployer et laissent inemployée une bonne partie de l'artillerie.
Les fédéraux ont rapidement détecté l'approche sudiste et la division du général Carr s'oppose à leur progression. Par simple effet du nombre, les confédérés repoussent les troupes nordistes petit à petit jusqu'au sud de Elkhorn Tavern. Mais la fin de la journée, l'épuisement des hommes et des munitions les empêchent de bousculer leurs adversaires.

### 8 mars, la contre-attaque nordiste
Au matin, Curtis lance une contre attaque générale contre les forces sudistes. Solidement appuyées par l'artillerie, les troupes nordistes délogent leurs adversaires que le manque de munitions et de ravitaillement va conduire à reculer, sans ordre. L'armée sudiste se dissout littéralement.
La confiance des nordistes dans leur victoire est telle que le général Sigel, après avoir traversé les lignes ennemies, devra être arrêté par Curtis alors qu'il cherche à prendre en hâte la route du nord pour regagner Springfield.

## Conséquences

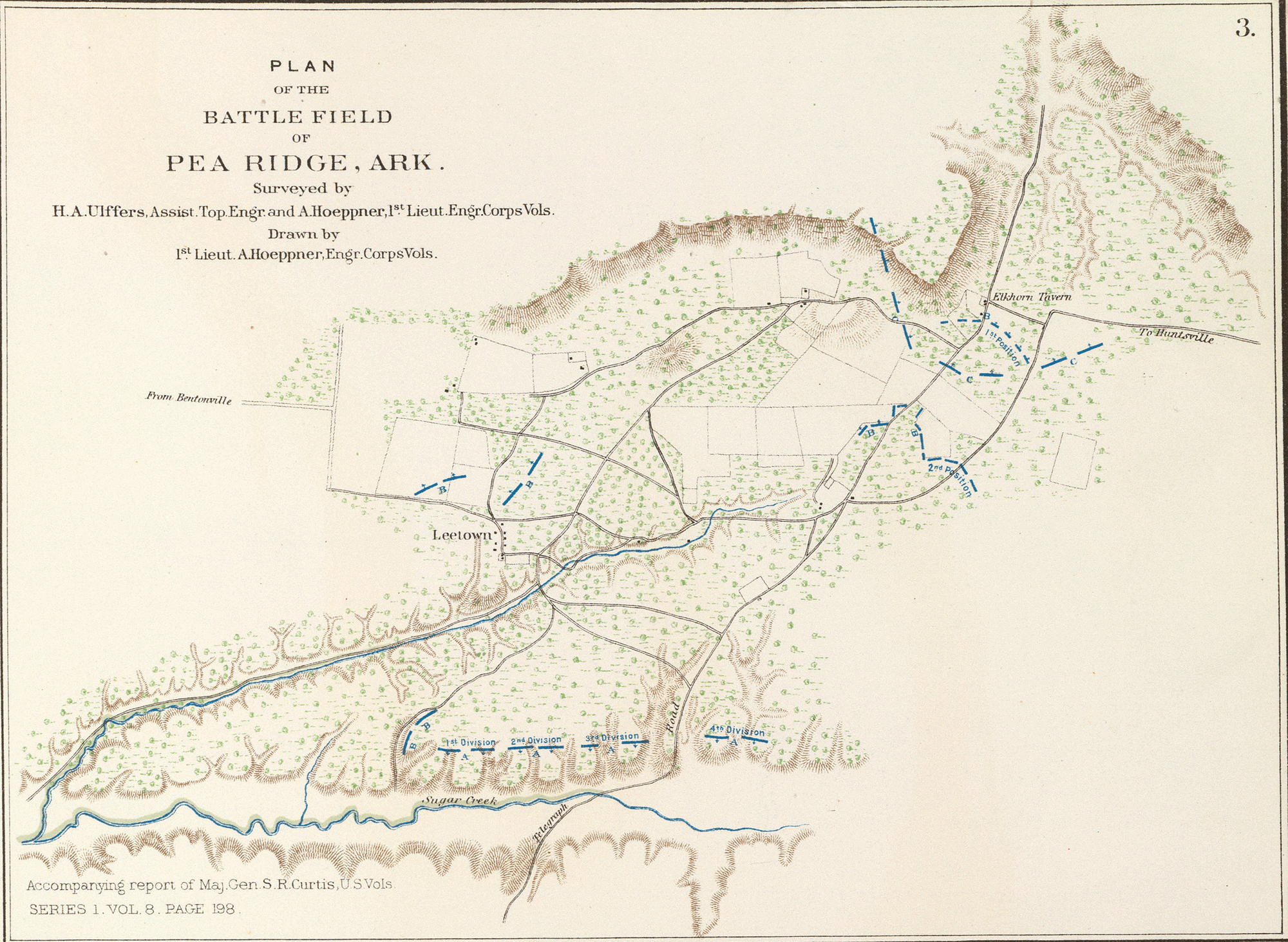
Plan du champ de bataille de Pea Ridge.

Les forces fédérales rapportent 203 tués, 980 blessés et 201 disparus pour un total de 1 384 victimes. Parmi celles-ci, la quatrième division de Carr perd 682 hommes, quasiment tous lors des combats de la première journée, et la troisième division de Davis en perd 344. Asboth et Carr sont tous les deux blessés mais restent au commandement de leur division. Van Dorn comptabilise ses pertes à 800 tués et blessés, avec entre 200 et 300 prisonniers, mais ces chiffres sont probablement trop bas. Une estimation plus récente établit les pertes confédérées à environ 2 000 hommes lors de la bataille de Pea Ridge. Ces pertes comprennent un grand nombre d'officiers supérieurs. Les généraux McCulloch, McIntosh et Willian Y. Slack sont tués ou mortellement blessés, et Price est blessé. Parmi les colonels, Hébert est capturé et Benjamin Rives est mortellement blessé, avec deux autres colonels capturés ou blessés.
Tactiquement, la bataille n'offre pas de vainqueur ni de vaincu. L'armée sudiste a quitté le champ de bataille et se reconstitue rapidement, prête à un nouvel assaut. L'armée nordiste ne pousse pas son avantage et regagne le Missouri.
Stratégiquement, la bataille est un succès nordiste. Elle a interdit au Sud de reprendre le Missouri et, de fait, cet État ne sera plus menacé jusqu'à la fin de la guerre par autre chose que des guérillas ou des raids de cavalerie. L'armée sudiste reconstituée sera appelée à gagner la rive gauche du Mississippi, pour renforcer les troupes combattant au Tennessee. Mais elles arriveront quand même trop tard pour participer à la bataille de Shiloh.

## Polémique
Pendant les combats aux alentours de Leetown, les nordistes ont dû affronter des Amérindiens alliés des sudistes.
Les premiers déclareront par la suite avoir retrouvé plusieurs des leurs scalpés et mutilés. Les Amérindiens seront incriminés et un échange de courriers peu amènes aura lieu entre les généraux, les sudistes alléguant d'autres actes de cruauté perpétrés par « des Allemands », c'est-à-dire des soldats des 1re et 2e divisions de Sigel dont le recrutement était principalement composé d'immigrants allemands. La propagande du nord montera en épingle ces « actes de barbarie ». Cependant aucune source sérieuse ne précise vraiment les faits.